# 勝持寺
勝持寺（しょうじじ）は、京都市西京区大原野南春日町にある天台宗の寺院。山号は小塩山。本尊は薬師如来。
京都の西南郊外の大原野に位置しており、桜と紅葉の名所である。中世には境内の花木の保護の徴証がみられ、花の寺（はなのてら）と呼ばれている。西国薬師四十九霊場第42番札所。大原野神社に隣接する。西行ゆかりの寺として知られる。

## 歴史
天武天皇8年（白鳳8年、679年）に天武天皇の勅によって役小角（神変大菩薩）が創建したと伝えられる。その後、延暦3年（784年）に大原野神社が創建されると、勝持寺は大原野神社の別当寺とされた。
延暦10年（791年）に桓武天皇の勅により最澄（伝教大師）が堂塔伽羅を再建し、薬師瑠璃光如来を刻んで本尊とした。さらに承和5年（838年）に仁明天皇の勅によって塔頭49院が建立された。
保延6年（1140年）10月、佐藤義清が当寺で出家し、西行となっている。
しかし、応仁の乱で仁王門を残して焼失した。その後、天正年間（1573年 - 1592年）に再建された。江戸時代には将軍徳川綱吉の生母・桂昌院の帰依を受けている。
明治時代になり神仏分離が行われると、当寺と大原野神社の関係も解消された。

## 境内
- 阿弥陀堂 - 本堂。

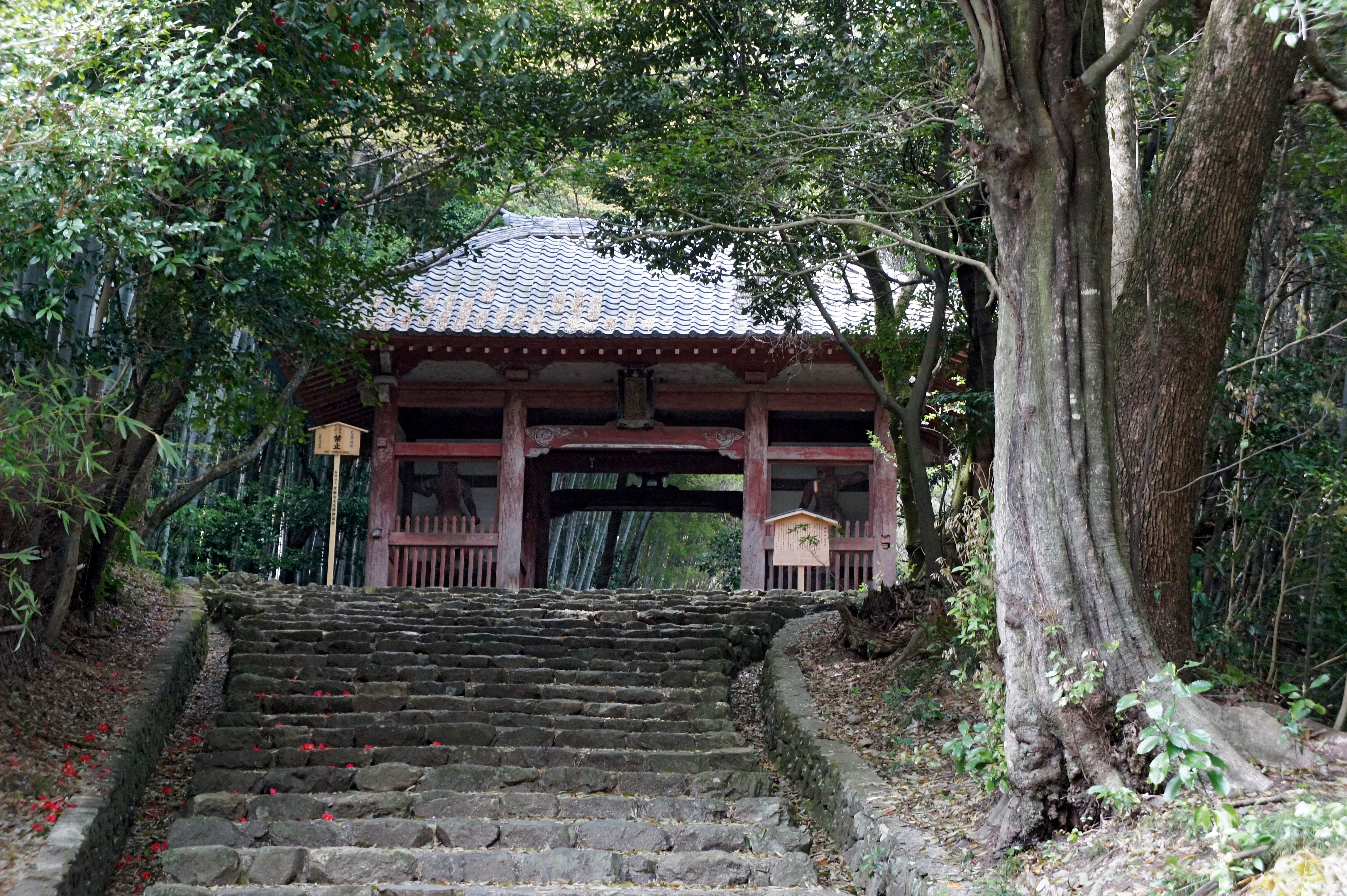
仁王門

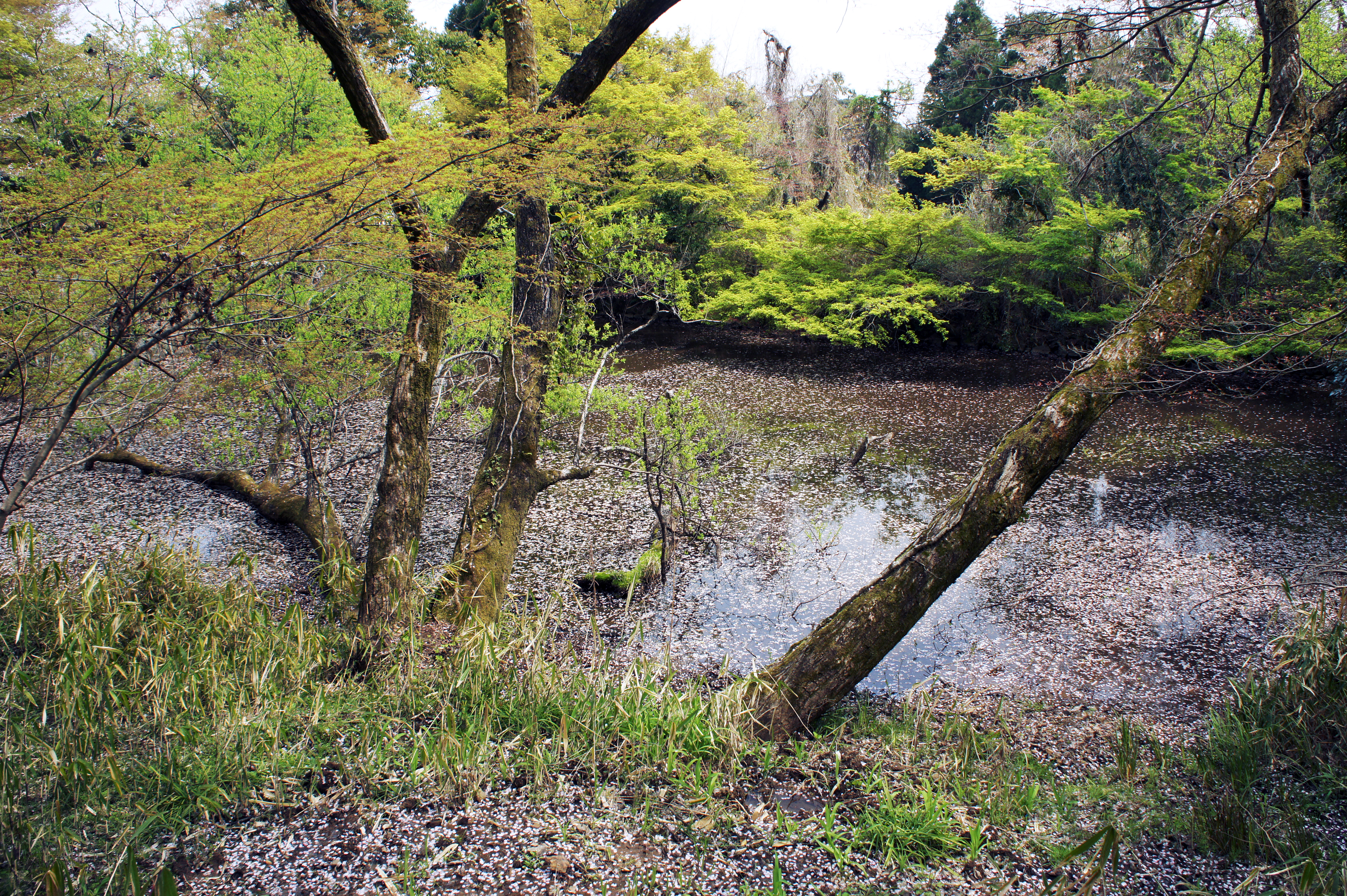
冴野の沼

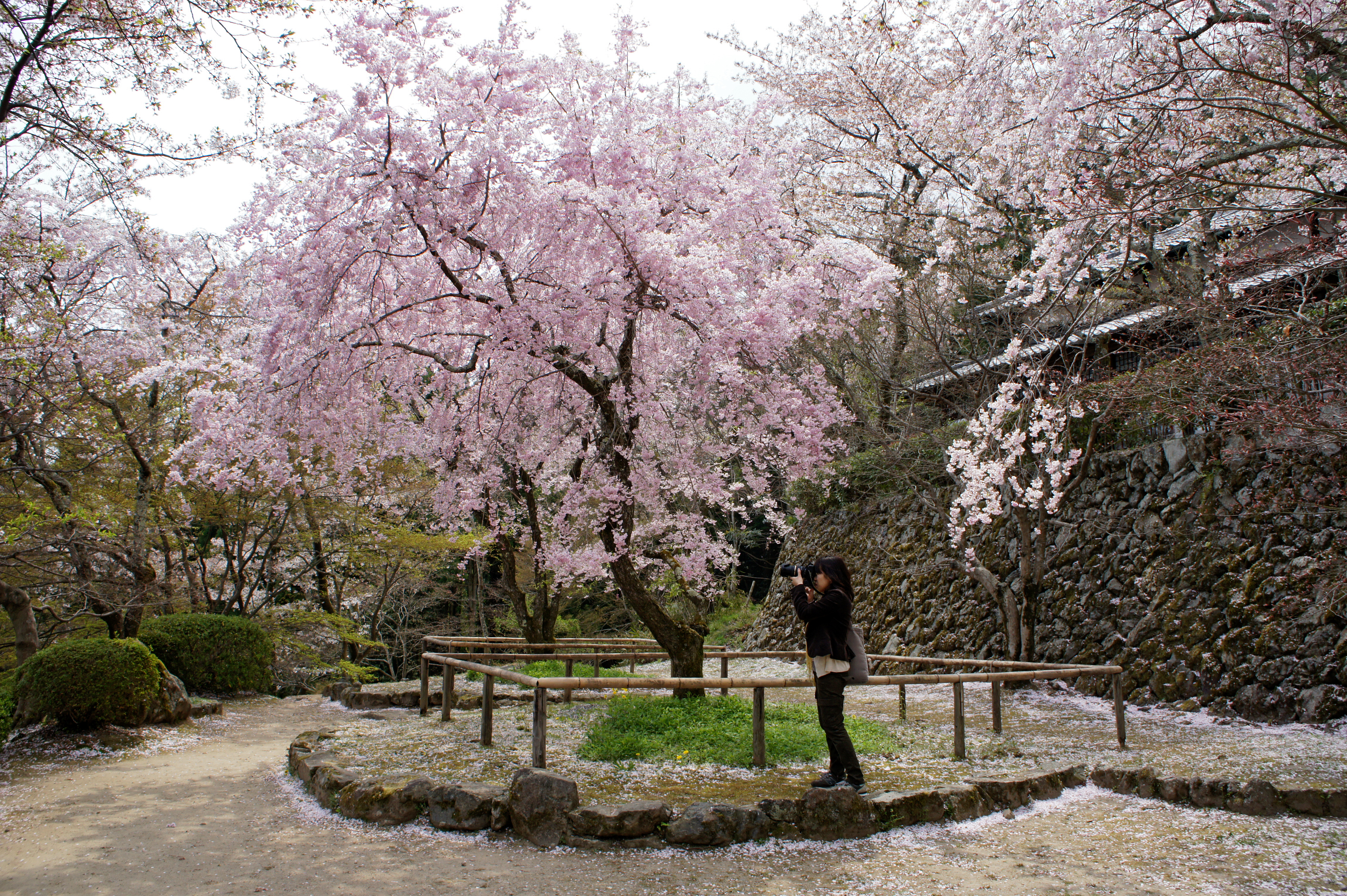
桜ヶ丘

- 瑠璃光殿 - 宝物館。飾られている醍醐天皇の勅額「勝持寺」は小野道風の筆で、延長5年（927年）のもの。
- 書院（庫裏）
- 十三重石塔
- 東門（長屋門）
- 不動堂
- 石不動尊 - 空海が刻んだものだという。不動堂の裏にある洞窟にある。
- 鏡石 - 西行が鏡の代わりに使ったとされる。
- 瀬和井の泉 - 西行が髪を剃った後にこの泉で自らの出家した姿を見たという。
- 鐘楼堂
- 西行桜 - この桜の横に西行の庵があったという。現在の桜は3代目である。
- 九重石塔
- 庭園 - 池がある。
- 桜ヶ丘
- 冴野の沼 - 歌枕として知られる。
- 山門（南門）
- 仁王門 - 当寺最古の建造物。

## 文化財

### 重要文化財
- 木造薬師如来坐像 - 当寺の本尊。像高85cm。鎌倉時代。左手に薬壺を持ち、右手をその上にかざすような珍しい印相を示す。
- 木造薬師如来坐像 - 本尊の胎内より発見された胎内仏。像高9.1cmの小像だが、光背には七仏薬師と十二神将像を表す精緻な作である。平安時代前期。
- 木造金剛力士立像 - 弘安8年（1285年）、法眼慶秀と法橋湛□（1字不明、康か）の作の銘がある。
- 大原野千句連歌懐紙（金銀泥下絵科紙）11帖 元亀二年二月細川藤孝筆（1571年）

## 前後の札所
西国薬師四十九霊場
41 正法寺　-　42 勝持寺　-　43 神蔵寺
通称寺の会（花の寺）

## 所在地
- 京都市西京区大原野南春日町1194

## 周辺
- 大原野神社
- 小塩山
- 西岩倉山金蔵寺
- 法寿山正法寺（石の寺）
- 小塩山十輪寺（業平寺）
- 西山善峯寺
- 西山三鈷寺